# 新宮鉄道
新宮鉄道（しんぐうてつどう）は、和歌山県新宮市と東牟婁郡勝浦町（那智勝浦町）を結ぶため建設された鉄道路線及びその運営会社である。1934年（昭和9年）に国有化され、現在の西日本旅客鉄道（JR西日本）紀勢本線の一部（新宮駅 - 紀伊勝浦駅間）となった。

## 歴史

### 会社設立まで
昔の熊野の交通手段は海路かけもの道しかなかった。明治に入っても海岸線沿いに熊野那智大社参詣のための人力車が通れる程度の道しかなかった。熊野川流域は林業が盛んであり、伐採した木材を筏に組んで流し河口の新宮港より帆船で大阪・東京へ出荷していた。しかし新宮港は砂州で塞がるなど大型船が入港できず支障があり、三輪崎港も碇泊に不便であった。そのため、材木商らにより大型船の入港可能な勝浦港までの鉄道建設計画が度々なされてきた。
まず1899年（明治32年）1月、新宮鉄道発起人辻野惣兵衛に対し、新宮勝浦間鉄道敷設仮免状が下付される。資本金は、東・西牟婁郡の会社のなかで最も大きかった新宮銀行の25万円より多い40万円であった。木材輸送と熊野那智大社への参拝客輸送を目的としたが、木材商の賛同を得られず、本免許の申請を行わなかったため、1902年（明治35年）に失効してしまう。同年には新宮 - 宇久井間を馬車鉄道で結ぶべく測量を始めたが、まもなく中止してしまった。
1907年（明治40年）になり、津田長四郎と新宮水電（1900年（明治33年）開業）の役員らに対し新宮電気軌道鉄道敷設仮免状が下付された。しかし、動力に多額の費用がかかり、主要の貨物輸送に支障があることからこの出願を取り下げて、新たに普通鉄道として出願したのが新宮鉄道株式会社であり、1909年（明治42年）になり仮免許状が下付された。
しかし、資本金60万円の新宮鉄道株式募集は芳しくなく、津田は熊野実業新聞主筆に対し新宮鉄道の株式は満株に近いと宣伝するよう度々命じていたという。こうして株式募集に励んだ結果、総株が引き受けられることになったので、1910年（明治43年）4月27日に新宮鉄道株式会社は設立され、本社は新宮市に置き、社長に津田長四郎が就任した。

### 開業
1911年（明治44年）5月に着工し、1912年（大正元年）9月21日、暴風雨により諸建造物及び組立中の車両に被害をうけるなど工事が遅れたが、12月4日に勝浦駅 - 三輪崎駅間が開業。1913年（大正2年）3月1日、三輪崎駅 - 新宮駅間が開業し、全線が開通した。1914年（大正3年）、勝浦港に木造の浮桟橋が完成し、汽船が横付け接岸できるようになり便利になった。1915年（大正4年）に軽便鉄道補助法による補助を申請したが、業績好調のため却下されている。反面、鉄道開通により大阪商船の大阪三輪崎線の勝浦 - 三輪崎間が廃止されたため、三輪崎町の収入が4割減になった。
主力である木材の輸送は概ね好調で、1916年（大正5年）から1917年（大正6年）にかけては第一次世界大戦の影響により、1923年（大正12年）には関東大震災発生により被災地への輸送、さらに台湾向けの木材輸送が増加して1933年（昭和8年）度の貨物収入は12万6672円となり、過去最高を記録した。
このように貨物輸送が好調なので、1920年（大正9年）と1927年（昭和2年）に勝浦港の桟橋の増設工事がされた。また旅客輸送も1923年に佐野村駅に列車交換設備を設けて列車を増発し、大阪商船と旅客、手荷物の連帯運輸を開始した。1925年（大正14年）、宇久井駅 - 那智駅間に狗子ノ川駅を設置した。また那智山への延長を企画し、1920年8月に鉄道免許状が下付され、40万円増資し100万円としたが着工できず、1926年（大正15年）に免許失効となった。
1929年（昭和4年）、山上自動車が新宮 - 勝浦間に乗合い自動車業を開始した。新宮鉄道は1930年（昭和5年）にガソリンカーの運転を開始して運転本数を増やし、速度を向上させ対抗した。

### 紀勢線の建設、国有化へ
1933年7月に紀勢線建設推進のため新宮鉄道を国有化すべく、社長の松江武二郎より鉄道大臣あてに買収の請願が行われた。紀勢鉄道建設は1910年（明治43年）第26回帝国議会に山口熊野、尾崎行雄ら和歌山県、三重県選出の代議士により提出され第27回、第28回と続けて衆議院を通過したものの、すべて貴族院で否決されていた。ようやく1919年（大正8年）、第41回帝国議会の協賛を得て、1919年度から10カ年計画で着工されることとなった。東西両端から建設することになり、まず1920年（大正9年）東線第一工区の相可駅 - 栃原駅間の着工により紀勢線の第一歩となった。一方、西線は1921年（大正10年）第2工区の紀三井寺駅 - 加茂郷駅間が着工された。紀勢東線は1923年、相可口駅 - 栃原駅間が開通。紀勢西線は1924年（大正13年）和歌山駅 - 箕島駅間が開通。以降両線は、延伸都度開業を繰り返した。しかし、時の政権の事情により建主改従か改主建従に目まぐるしく方向が変わり、新宮まではなかなか到達しなかった。関東大震災後の加藤高明内閣は改主建従であり、紀勢線の完成予定年度は1929年（昭和4年）から1935年（昭和10年）へ繰り延べられてしまう。1928年（昭和3年）、田中義一内閣の小川平吉鉄道大臣が紀州入りの際に「新宮中間起工ならできる」との発言もあったが、次の濱口内閣は不況による緊縮財政のため完成予定年度が1935年から1941年（昭和16年）へと再度繰り延べられてしまった。
こうした状況に対し、地元では新宮中間起工の速成運動を繰り返していたが、ようやく1932年（昭和7年）10月に紀伊勝浦駅 - 串本駅間が着工した。こうして先の松江社長の買収請願をうけて1934年（昭和9年）第65回帝国議会に新宮鉄道ほか3鉄道買収に関する法律案が政府より提出された。3月27日法律第16号により買収されることになり、7月1日、国有化され、紀勢中線となった。買収価額は243万3622円（交付公債額254万2375円）職員91人が大阪鉄道局へ引き継がれた。

### 国有化後
国有化後、旧新宮鉄道の路線は改築工事がされ、旧路盤は60％程度、残りは隧道橋梁の新設及び勾配緩和曲線改良のため線路変更がされた。1935年（昭和10年）に紀伊勝浦駅 - 下里駅間、1936年下里駅 - 串本駅間が開業。1940年（昭和15年）串本駅と紀勢西線江住駅が接続し、ようやく離れ小島が解消し、線路名称は紀勢西線となった。同時に新宮駅 - 紀伊木本駅間が開業した。しかし、紀勢東線尾鷲駅までの延長は隧道を含む難区間であり、太平洋戦争の影響で1941年に工事はいったん中止となり、紀勢本線の全通は1959年（昭和34年）となる。なお尾鷲駅 - 紀伊木本駅間には1936年より矢ノ川峠経由の省営自動車（紀南線）が連絡しており、所要時間は2時間50分であった。現新宮駅 - 和歌山駅間は1978年（昭和53年）に電化され、71年ぶりに電気動力が実現されることとなった。

### 年表
- 1907年（明治40年）
  - 1月6日：電気軌道敷設（東牟婁郡新宮町 - 同郡勝浦村間）出願[8]
  - 5月3日：認可その後取り消し[8]
- 1908年（明治41年）4月1日：普通鉄道出願[8]
- 1909年（明治42年）
  - 5月14日：新宮鉄道に対し仮免許状下付（東牟婁郡新宮町-同郡勝浦村間 動力蒸気及自働車[† 9]併用）[30][8]。
  - 6月2日：株式募集（60万円）[8]
- 1910年（明治43年）
  - 4月27日：新宮鉄道株式会社設立。社長津田長四郎[31][32][5]
  - 12月22日：新宮鉄道を軽便鉄道に指定[33][8]。
- 1911年（明治44年）5月27日： 工事着手[8]
- 1912年（大正元年）
  - 9月21日：暴風雨により諸建造物及び組立中の車両に被害をうける[8]
  - 12月4日： 勝浦駅 - 三輪崎駅間が開業[34][8]。
- 1913年（大正2年）3月1日：三輪崎駅 - 新宮駅間が延伸開業[35][8]。宇久井-三輪崎間に佐野村停留場設置[36]。
- 1915年（大正4年）2月：社長津田長四郎が病死。松江武二郎[37][38]が取締役社長に就任[5]
- 1920年（大正9年）8月13日：鉄道免許状下付（東牟婁郡那智村大字天満-同郡同村大字市野々間）[39]。
- 1925年（大正14年）3月10日：宇久井-那智間に狗子ノ川駅設置[40]
- 1926年（大正15年）4月8日：鉄道免許失効（1920年8月13日免許 東牟婁郡那智村大字天満-同郡同村大字市野々間指定ノ期限マテニ工事ニ着手セサルタメ）[41]。
- 1932年（昭和7年）8月1日：熊野地-三輪崎間に御手洗停留場を設置。
- 1934年（昭和9年）
  - 4月5日：松江武二郎死亡（1934年2月16日）により浦木清十郎が社長に就任[42][43]
  - 6月30日：会社解散（7月12日解散登記）[44]
  - 7月1日：新宮鉄道線が国有化となり、紀勢中線になる[45]。
- 1938年（昭和13年）5月20日：新宮駅-三輪崎駅間ルート変更。新宮駅-熊野地駅間は貨物支線となる[46]。

## 駅一覧
| 名称              | 駅間距離（km） | 所在地                     | 設置日        | 備考 |
| ----------------- | -------------- | -------------------------- | ------------- | --- |
| 新宮駅            | 0.0            | 新宮市新宮                 | 1913年3月1日  | 駅前に津田長四郎銅像建立。国有化後1938年、新宮駅 - 三輪崎駅間の路線を変更し、旧駅とは直角の位置に駅舎建設                                                                                 |
| 熊野地駅          | 1.0            | 同上                       | 1913年3月1日  | 熊野川河口の貯木場そばにあり、貨物取扱量は駅中最大（昭和8年度115,287トン）。1938年（昭和13年）、新宮駅 - 三輪崎駅間を路線変更したことにより経路から外れたため、支線を建設して貨物駅となる |
| 御手洗駅          | 2.4            | 同上                       | 1932年8月1日  | 国有化時、広角駅に改称。1937年に廃止 |
| 三輪崎駅          | 2.0            | 同市三輪崎                 | 1912年12月4日 | |
| 佐野村駅          | 1.7            | 同市佐野                   | 1913年3月1日  | 1923年、行き違い設備を設ける。国有化時秋津野駅に改称。1942年、紀伊佐野駅に改称。 |
| 宇久井駅          | 2.3            | 東牟婁郡宇久井村大字宇久井 | 1912年12月4日 | |
| 狗子ノ川駅        | 2.4            | 同郡同村大字狗子ノ川       | 1925年3月10日 | 1967年10月1日廃止。 |
| 那智駅            | 1.6            | 同郡那智村大字浜ノ宮       | 1912年12月4日 | |
| 那智口駅→天満駅。 | 0.9            | 同郡同村大字天満           | 1912年12月4日 | 国有化時、紀伊天満駅に改称。那智山への支線計画の分岐駅だった。 |
| 勝浦駅            | 1.2            | 同郡勝浦町                 | 1912年12月4日 | 国有化時、紀伊勝浦駅に改称。 |

- 『鉄道停車場一覧. 昭和9年12月15日現在』（国立国会図書館デジタルコレクション）。高山拡志 編著『旧国鉄・JR鉄道線廃止停車場一覧 -- 補訂第2版』2000年、91頁。石野哲（編） 『停車場変遷大事典 国鉄・JR編』2、JTB、1998年、375-376、382-383頁

## 輸送・収支実績
| 年度 | 輸送人員（人） | 貨物量（トン） | 営業収入（円） | 営業費（円） | 営業益金（円） | その他益金（円） | その他損金（円）                | 支払利子（円） |
| ---- | -------------- | -------------- | -------------- | ------------ | -------------- | ---------------- | ------------------------------- | -------------- |
| 1912 | 90,191         | 2,142          | 14,401         | 7,305        | 7,096          |                  | 設立費償却金200 営業費償却金107 | 1,962          |
| 1913 | 386,211        | 31,476         | 72,809         | 36,523       | 36,286         |                  | 設立費償却金450 営業費償却金300 | 1,816          |
| 1914 | 358,913        | 31,481         | 63,949         | 33,267       | 30,682         |                  | 設立費及 営業費償却金其他750    | 1,908          |
| 1915 | 325,488        | 29,240         | 60,914         | 29,184       | 31,730         |                  | 諸償却金450                     | 2,113          |
| 1916 | 329,287        | 50,062         | 75,288         | 33,912       | 41,376         |                  | 設立費償却900                   | 1,326          |
| 1917 | 449,281        | 71,839         | 104,918        | 47,764       | 57,154         |                  | 建設費償却金3,000               | 1,268          |
| 1918 | 519,089        | 88,831         | 134,743        | 72,372       | 62,371         |                  |                                 | 593            |
| 1919 | 615,303        | 98,786         | 171,340        | 97,203       | 74,137         |                  |                                 | 129            |
| 1920 | 624,538        | 81,694         | 191,247        | 119,245      | 72,002         |                  |                                 |                |
| 1921 | 681,103        | 85,102         | 199,403        | 113,220      | 86,183         |                  |                                 |                |
| 1922 | 744,493        | 108,152        | 228,213        | 121,323      | 106,890        |                  |                                 |                |
| 1923 | 768,823        | 129,446        | 262,371        | 136,188      | 126,183        |                  |                                 | 1,549          |
| 1924 | 767,476        | 112,347        | 258,751        | 152,524      | 106,227        | 準備金繰入3,200  |                                 | 1,404          |
| 1925 | 711,771        | 126,906        | 257,211        | 134,741      | 122,470        |                  | 雑損4,365                       | 1,215          |
| 1926 | 786,821        | 124,649        | 270,698        | 157,416      | 113,282        |                  |                                 | 193            |
| 1927 | 769,042        | 132,191        | 272,568        | 166,440      | 106,128        |                  |                                 | 1,058          |
| 1928 | 739,865        | 150,629        | 279,247        | 154,363      | 124,884        |                  |                                 | 372            |
| 1929 | 741,594        | 137,245        | 271,450        | 165,944      | 105,506        |                  |                                 | 362            |
| 1930 | 677,082        | 137,856        | 250,427        | 142,347      | 108,080        |                  |                                 | 1,418          |
| 1931 | 648,068        | 150,325        | 247,789        | 140,498      | 107,291        |                  | 雑損3,691                       | 3,441          |
| 1932 | 610,206        | 150,409        | 236,608        | 133,430      | 103,178        |                  |                                 | 3,229          |
| 1933 | 724,941        | 181,681        | 291,444        | 123,756      | 167,688        |                  | 雑損5,487                       | 4,171          |
| 1934 | 157,208        | 39,334         | 68,083         | 46,146       | 21,937         |                  | 役員引当其他21,931              |                |

- 鉄道院鉄道統計資料、鉄道省鉄道統計資料、鉄道統計資料各年度版

## 時刻表
- 1914年（大正3年）11月1日改正　7往復　所要時間約50分[52]
- 1930年（昭和5年）4月1日改正　12往復うち1往復のみ特等車連結　所要時間約50分[53]
- 1933年（昭和8年）17往復うちガソリンカー8往復。ガソリンカーは27-29分で走破した[54]

## 車両
他の路線との接続がないことから、開業以来ねじ式連結器（螺旋連結器）が使用されていた。国有化後、海路により蒸気機関車（C11形）、ボギー客車やガソリンカーが持ち込まれて旧新宮鉄道の車両は淘汰され、省鉄色が濃くなっていったが、連結器はそのままだった。

### 機関車
開業時は鉄道院より払下げられた1・2が用意された。その後、1913年（大正2年）に3を、1920年に4を、1922年（大正11年）に5を新製し、1929年（昭和4年）湊鉄道より6を譲受、1933年（昭和8年）に日本電力庄川水力電気より7を譲受した。
| 番号 | 製造年 | 製造所         | 買収後 |
| ---- | ------ | -------------- | --- |
| 1・2 | 1896   | ボールドウィン | 国有化時1235・1236に改番。1936年廃車。詳細は国鉄1000形蒸気機関車#1010形を参照。                                         |
| 3    | 1912   | ユンク         | 国有化時70に改番。1936年廃車。詳細は国鉄70形蒸気機関車を参照。                                                          |
| 4    | 1919   | ボールドウィン | 国有化時1240に改番。1936年廃車。詳細は国鉄1240形蒸気機関車を参照。                                                      |
| 5    | 1922   | コッペル       | 国有化時1245に改番。1936年廃車。詳細は国鉄1245形蒸気機関車を参照。                                                      |
| 6    | 1923   | 川崎造船所     | 国有化時1250に改番。1938年和歌山鉄道へ払い下げ。詳細は国鉄1200形蒸気機関車#1250形・1265形（川崎造船所製1200系）を参照。 |
| 7    | 1898   | ピッツバーグ   | 1255に改番。1938年流山鉄道へ払い下げ。詳細は国鉄1255形蒸気機関車                                                        |

- No.72「車両代価変更ノ件」『第一門 二　地方鉄道 イ免許　新宮鉄道 巻五』より作成

### ガソリンカー

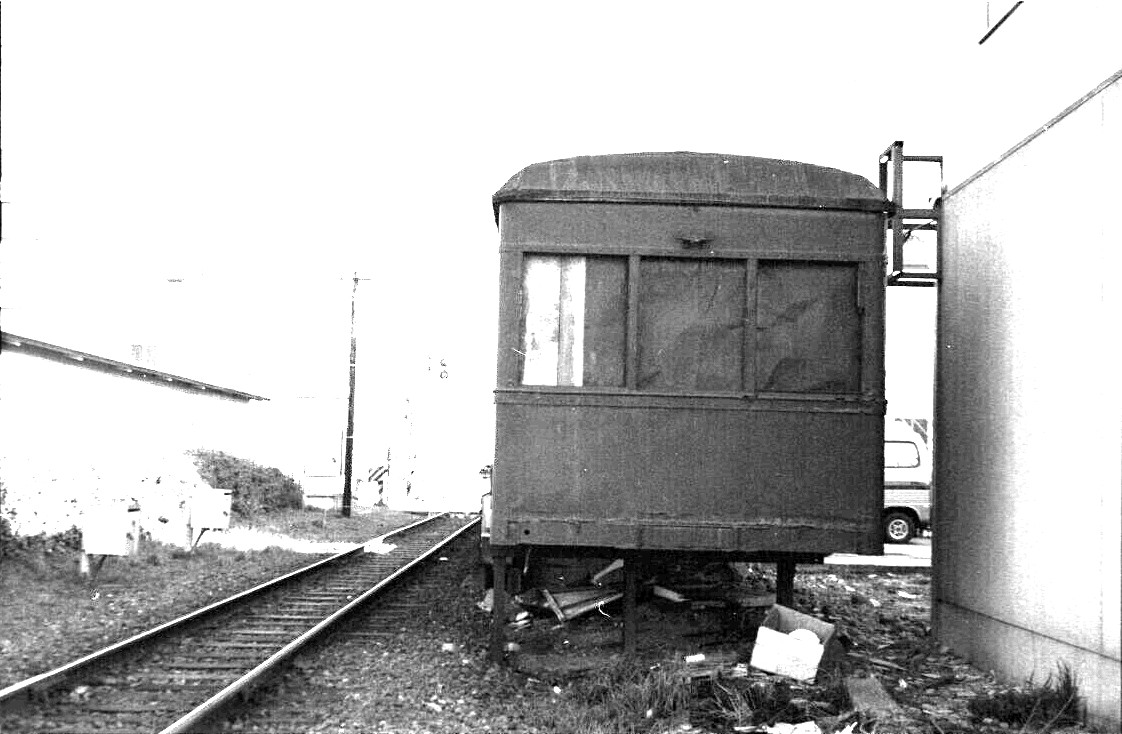
紀州鉄道市役所前駅の待合室となっていた元新宮鉄道キハ205

1930年度にキハ201（松井車両製、定員60人）を購入1931年度にキハ202（松井車両製、ボギー車、定員80人）を購入。同年度にキハ203（松井車両製、ボギー車、定員80人）を購入。1933年度に富南鉄道よりキハ204・205（日本車輌製造製、ボギー車、定員78人）を購入。また1934年（昭和9年）ハ22をガソリンカー専用附随車としている
| 番号    | 製造年 | 製造所       | 買収後                                                          |
| ------- | ------ | ------------ | --------------------------------------------------------------- |
| キハ201 | 1930   | 松井車両     | キハ201→日立製作所水戸工場201                                   |
| キハ202 | 1931   | 松井車両     | 国有化時キハ40301→西日本鉄道ク56                                |
| キハ203 | 1931   | 松井車両     | 国有化時キハ40302→常総鉄道キホハ63→常総筑波鉄道キハ312→キサハ50 |
| キハ204 | 1931   | 日本車輌製造 | 国有化時キハ40303→キサハ40050→小名浜臨港鉄道キサハ40050→キサハ8 |
| キハ205 | 1931   | 日本車輌製造 | 国有化時キハ40304→御坊臨港鉄道キハ103                           |

- 湯口徹『内燃動車発達史 上巻』、ネコ・パブリッシング、2004年、212-213頁

### 客車
開業時は新宮鉄道工場製とされる木製四輪客車7両（ハ1-7→ハ11-17）であった。1917年（大正6年）木製四輪客車6両を南海鉄道から購入し、うち2両は特等室をもつ車両（ロ1、ロハ1→ハ13→ハ23）でこれにより特等の運行を開始する。また3両の手荷物車（南海鉄道に1・に2・に4）は有蓋貨物車扱いとした。1923年（大正12年）秩父鉄道から木製四輪客車3両を購入（ハ9 - 11→ハ19 - 21）した。1926年（大正15年）に木製四輪客車を南海鉄道から購入（ロ2）した。1926年（大正15年）11月に佐久鉄道より木製四輪客車（元甲武鉄道電車）を購入（ハ14 - 16→ハ24 - 26）。1928年（昭和3年）に木製ボギー客車（ホハ101・ホハ102）を導入した。
国有化時に2軸客車16両、ボギー客車2両が引き継がれた。改番はされずのちにほとんどは払い下げられた。廃線になるまで使用された車両もあり、雄勝線ハ13・ハ14は博物館明治村で動態保存している
| 車種                   | 記号番号 | 製造年 | 製造所           | 購入元                                      | 買収後                      |
| ---------------------- | -------- | ------ | ---------------- | ------------------------------------------- | --------------------------- |
| 四輪連結並等客車       | ハ11     | 1912   | 新宮鉄道工場     | 新製                                        | 伯陽電鉄ハフ52              |
| 四輪連結並等客車       | ハ12     | 1912   | 新宮鉄道工場     | 新製                                        | 大分交通耶馬渓線ハ12→ハフ27 |
| 四輪連結並等客車       | ハ13     | 1912   | 新宮鉄道工場     | 新製                                        | 羽後交通雄勝線ハフ14        |
| 四輪連結並等客車       | ハ14     | 1912   | 新宮鉄道工場     | 新製                                        | 羽後交通雄勝線ハフ13        |
| 四輪連結並等客車       | ハ15     | 1912   | 新宮鉄道工場     | 新製                                        | 天塩鉄道ハ3                 |
| 四輪連結並等客車       | ハ16     | 1912   | 新宮鉄道工場     | 新製                                        | 小名浜臨港鉄道ハ2           |
| 四輪連結並等客車       | ハ17     | 1912   | 新宮鉄道工場     | 新製                                        | 小名浜臨港鉄道ハ3           |
| 四輪連結並等客車       | ハ23     | 1906   | 南海鉄道         | 1917年南海鉄道ろ20を譲受。                  | 1940年除籍                  |
| 四輪連結特等客車       | ロ1      | 1899   | 南海鉄道         | 1917年南海鉄道ろ21を譲受。                  | 天塩鉄道ハ2                 |
| 四輪連結並等客車       | ハ18     | 1901   | 南海鉄道         | 1917年南海鉄道は34を譲受。当初はハ8         | 1940年除籍                  |
| 四輪連結並等客車       | ハ20     | 1901   | 東京車両製作所   | 1923年秩父鉄道より譲受したハ1、2、15の一両  | 鹿島参宮鉄道ハフ20          |
| 四輪連結並等客車       | ハ22     | 1924   | 新宮鉄道工場     |                                             |                             |
| 四輪連結特等客車       | ロ2      | 1899   | 南海鉄道         | 1926年南海鉄道ろ22?を譲受                   | 天塩鉄道ハ1                 |
| 四輪連結並等客車       | ハ24     | 1904   | 甲武鉄道飯田工場 | 1926年佐久鉄道ハ1（元甲武鉄道の電車）を譲受 | 庄内交通ハ12                |
| 四輪連結並等客車       | ハ25     | 1904   | 甲武鉄道飯田工場 | 1926年佐久鉄道ハ3（元甲武鉄道の電車）を譲受 | 庄内交通ハ13                |
| 四輪連結並等客車       | ハ26     | 1904   | 甲武鉄道飯田工場 | 1926年佐久鉄道ハ2（元甲武鉄道の電車）を譲受 | 鹿島参宮鉄道ハ21            |
| 四輪連結ボギー並等客車 | ホハ101  | 1922   | 加藤製作所       | 新製（1928年設計認可）                      | コハ101に改番。1949年廃車   |
| 四輪連結ボギー並等客車 | ホハ102  | 1922   | 加藤製作所       | 新製（1928年設計認可）                      | コハ102に改番。1949年廃車   |

- No.72「車両代価変更ノ件」『第一門 二　地方鉄道 イ免許　新宮鉄道 巻五』より作成

### 貨車
買収時は下記の63両。改番はされていない。
| 車種           | 記号番号  | 製造年 | 製造所         | 備考                                                                         |
| -------------- | --------- | ------ | -------------- | ---------------------------------------------------------------------------- |
| 四輪有蓋緩急車 | ワフ1-2   | 1911   | 新宮鉄道工場   |                                                                              |
| 四輪有蓋緩急車 | ワフ3-5   | 1906   | 南海鉄道       | 1917年南海鉄道より譲受した木製四輪客車                                       |
| 四輪有蓋車     | ワ21-25   | 1913   | 新宮鉄道工場   |                                                                              |
| 四輪有蓋車     | ワ26-30   | 1915   | 富南鉄道       | 1922年富南鉄道より譲受                                                       |
| 四輪無蓋車     | ト51-73   | 1913   | 新宮鉄道工場   |                                                                              |
| 四輪無蓋車     | ト74-78   |        | 鉄道省神戸工場 | 1922年鉄道省より払下げされた無蓋貨車。当初と24-28                            |
| 四輪材木車     | チ101-110 | 1898   | 九州鉄道       | 1919年度鉄道院より払下げされた無蓋貨車（ト8736-8742、8744-8746）。当初ほ1-10 |
| 四輪材木車     | チ111-115 | 1929   | 新宮鉄道工場   | 新製。当初チ11-15                                                            |
| 四輪材木車     | チ116-120 | 1933   | 新宮鉄道工場   | 無蓋貨車購入                                                                 |

- No.72「車両代価変更ノ件」『第一門 二　地方鉄道 イ免許　新宮鉄道 巻五』より作成

### 車両数の変遷
| 年度      | 機関車 | ガソリンカー | 客車 | 貨車 | 貨車 | 貨車 |
| 年度      | 機関車 | ガソリンカー | 客車 | 有蓋 | 無蓋 | 計   |
| --------- | ------ | ------------ | ---- | ---- | ---- | ---- |
| 1912      | 2      |              | 7    | 4    | 11   | 15   |
| 1913-1916 | 3      |              | 7    | 5    | 20   | 25   |
| 1917-1918 | 3      |              | 10   | 8    | 23   | 31   |
| 1919      | 3      |              | 10   | 8    | 33   | 41   |
| 1920      | 4      |              | 10   | 8    | 33   | 41   |
| 1921      | 4      |              | 10   | 8    | 38   | 46   |
| 1922-1923 | 5      |              | 13   | 8    | 38   | 46   |
| 1924      | 5      |              | 14   | 8    | 38   | 46   |
| 1925      | 5      |              | 14   | 8    | 38   | 46   |
| 1926-1927 | 5      |              | 18   | 8    | 38   | 46   |
| 1928      | 5      |              | 20   | 8    | 38   | 46   |
| 1929      | 5      |              | 20   | 8    | 43   | 51   |
| 1930      | 5      | 1            | 20   | 8    | 43   | 51   |
| 1931      | 6      | 2            | 20   | 8    | 43   | 51   |
| 1932      | 6      | 3            | 18   | 10   | 43   | 53   |
| 1933      | 7      | 5            | 18   | 15   | 48   | 63   |

- 鉄道院鉄道統計資料、鉄道省鉄道統計資料、鉄道統計資料各年度版